# Ruellia caracasana
Ruellia caracasana là một loài thực vật có hoa trong họ Ô rô. Loài này được (Klotzsch & H.Karst. ex Nees) V.M.Badillo miêu tả khoa học đầu tiên năm 1947.